# Diocesi di Atambua
La diocesi di Atambua (in latino Dioecesis Atambuensis) è una sede della Chiesa cattolica in Indonesia suffraganea dell'arcidiocesi di Kupang. Nel 2022 contava 553.792 battezzati su 660.000 abitanti. È retta dal vescovo Dominikus Saku.

## Territorio
La diocesi comprende la parte orientale di Timor Ovest.
Sede vescovile è la città di Atambua, dove si trova la cattedrale dell'Immacolata Concezione di Maria Vergine.
Il territorio si estende su 5.177 km² ed è suddiviso in 66 parrocchie.

## Storia
Il vicariato apostolico di Timor olandese fu eretto il 25 maggio 1936 con la bolla Ad Christi Evangelium di papa Pio XI, ricavandone il territorio dal vicariato apostolico delle isole della piccola Sonda (oggi arcidiocesi di Ende). Comprendeva, oltre a Timor Ovest, le isole di Roti, Savu, Pantar e Alor.
L'11 novembre 1948 assunse il nome di vicariato apostolico di Atambua.
L'8 marzo 1951 ha ceduto una porzione del suo territorio, comprensivo delle isole Pantar e Alor, a vantaggio dell'erezione del vicariato apostolico di Larantuka (oggi diocesi).
Il 3 gennaio 1961 il vicariato apostolico è stato elevato a diocesi con la bolla Quod Christus di papa Giovanni XXIII. Originariamente era suffraganea dell'arcidiocesi di Ende.
Il 13 aprile 1967 ha ceduto una porzione del suo territorio a vantaggio dell'erezione della diocesi di Kupang (oggi arcidiocesi).
Il 23 ottobre 1989 è entrata a far parte della nuova provincia ecclesiastica dell'arcidiocesi di Kupang.

## Cronotassi dei vescovi
Si omettono i periodi di sede vacante non superiori ai 2 anni o non storicamente accertati.
- Jacques Pessers, S.V.D. † (1º giugno 1937 - 14 novembre 1957 dimesso)
- Theodorus van den Tillaart, S.V.D. † (14 novembre 1957 - 3 febbraio 1984 ritirato)
- Anton Pain Ratu, S.V.D. † (3 febbraio 1984 - 2 giugno 2007 ritirato)
- Dominikus Saku, dal 2 giugno 2007

## Statistiche
La diocesi nel 2022 su una popolazione di 660.000 persone contava 553.792 battezzati, corrispondenti all'83,9% del totale.
| anno | popolazione | popolazione | popolazione | presbiteri | presbiteri | presbiteri | presbiteri                | diaconi | religiosi | religiosi | parrocchie |
| anno | battezzati  | totale      | %           | numero     | secolari   | regolari   | battezzati per presbitero | diaconi | uomini    | donne     | parrocchie |
| ---- | ----------- | ----------- | ----------- | ---------- | ---------- | ---------- | ------------------------- | ------- | --------- | --------- | ---------- |
| 1950 | 87.184      | 533.300     | 16,3        | 38         |            | 38         | 2.294                     |         | 4         | 15        | 14         |
| 1970 | 216.539     | 270.951     | 79,9        | 46         | 2          | 44         | 4.707                     | 1       | 63        | 80        |            |
| 1980 | 276.928     | 313.048     | 88,5        | 57         | 12         | 45         | 4.858                     |         | 89        | 99        | 30         |
| 1990 | 365.741     | 394.499     | 92,7        | 69         | 36         | 33         | 5.300                     |         | 157       | 86        | 35         |
| 1999 | 409.230     | 438.827     | 93,3        | 109        | 71         | 38         | 3.754                     |         | 152       | 160       | 39         |
| 2000 | 421.715     | 451.912     | 93,3        | 104        | 64         | 40         | 4.054                     |         | 185       | 197       | 40         |
| 2001 | 427.519     | 456.720     | 93,6        | 108        | 66         | 42         | 3.958                     |         | 112       | 197       | 40         |
| 2002 | 442.400     | 472.150     | 93,7        | 126        | 70         | 56         | 3.511                     |         | 206       | 197       | 43         |
| 2003 | 462.734     | 487.767     | 94,9        | 123        | 75         | 48         | 3.762                     |         | 158       | 198       | 48         |
| 2004 | 475.775     | 493.044     | 96,5        | 132        | 81         | 51         | 3.604                     |         | 154       | 288       | 53         |
| 2006 | 478.508     | 503.508     | 95,0        | 143        | 94         | 49         | 3.346                     |         | 159       | 205       | 54         |
| 2012 | 553.712     | 561.000     | 98,7        | 184        | 130        | 54         | 3.009                     |         | 119       | 265       | 56         |
| 2015 | 536.127     | 624.267     | 85,9        | 216        | 145        | 71         | 2.482                     |         | 136       | 307       | 61         |
| 2018 | 551.820     | 649.820     | 84,9        | 224        | 148        | 76         | 2.463                     |         | 139       | 310       | 60         |
| 2020 | 556.179     | 663.420     | 83,8        | 220        | 155        | 65         | 2.528                     |         | 126       | 294       | 67         |
| 2022 | 553.792     | 660.000     | 83,9        | 207        | 159        | 48         | 2.675                     |         | 112       | 210       | 66         |